# Deathrow
Deathrow war eine deutsche Thrash-Metal-Band. Sie gehörte zu den wichtigsten Vertretern der deutschen Thrash-Metal-Bewegung („Teutonen-Thrash“) der 1980er Jahre.

## Bandgeschichte
Die Band wurde 1984 von Milo, Thomas Priebe, Sven Flügge und Markus Hahn in Düsseldorf unter dem Namen Samhain gegründet. Der Kontakt der vier zwischen 17 und 20 Jahre alten Musiker kam über Annoncen in verschiedenen Musikmagazinen zustande. Im Jahr 1985 nahm das Quartett sein erstes Demo mit dem Titel The Lord of the Dead auf, 1986 folgte Eternal Death, das die Band in einem professionellen Tonstudio aufnahm. Schließlich wurden sie aufgrund der Fürsprache von Mille Petrozza (Kreator) vom deutschen Independent-Label Noise Records unter Vertrag genommen. Schwierigkeiten bereitete die Veröffentlichung des Debütalbums. Zunächst musste die Band sich auf Drängen der Plattenfirma in Deathrow umbenennen, weil Glenn Danzig bereits zuvor eine Band mit dem Namen Samhain gegründet hatte. Zudem musste das Album von Riders of Doom für den nordamerikanischen Markt in Satan’s Gift umbenannt und mit einem anderen Cover versehen werden, weil aus den USA Bedenken gegen den Titel angemeldet wurden.
Da zu der Zeit, als das Debüt veröffentlicht wurde, in Deutschland der Thrash Metal sehr viele Anhänger hatte, fasste die Band schnell Fuß in der Szene und konnte sich nach einer Tournee mit Possessed und Voivod neben anderen Bands wie Kreator, Sodom, Destruction oder Tankard etablieren. Das Album erhielt Airplay bei verschiedenen College-Radios in den USA und erreichte vordere Plätze in verschiedenen Bestenlisten insbesondere in Osteuropa. 1987 wurde das zweite Album Raging Steel veröffentlicht und es folgte eine Tour mit Tankard. Danach verließ Gründungsmitglied Thomas Priebe die Band und wurde durch den bis dahin unbekannten Uwe Osterlehner ersetzt. Dieser sorgte für die technischere und progressivere Ausrichtung des dritten Albums Deception Ignored, das 1989 veröffentlicht wurde. Obwohl es das erfolgreichste Album der Band war, kam es wegen finanzieller Probleme zu Differenzen mit Noise Records und die Band nahm die ihr angebotene Option auf ein weiteres Album nicht an.
In der Folgezeit wurde es ruhig um Deathrow. Im Juni 1991 absolvierte die Band eine Kurztournee mit Psychotic Waltz  und Life Artist, zudem erfolge ein Festivalauftritt in Spanien. 1992 meldeten sich Deathrow mit dem Album Life Beyond zurück, produziert von Andy Classen (Holy Moses).  Doch nachdem es mit der neuen Plattenfirma West Virginia Records zu Rechtsstreitigkeiten gekommen war, löste sich Deathrow auf.
Sven Flügge und Markus Hahn errichteten 1997 mit Bekannten ein Tonstudio, in dem sie neben reinen Musikaufnahmen auch die Synchronisation, Animation und Hintergrundgeräusche für Computerspiele übernehmen. Sänger und Bassist Milo verdiente sein Geld in der Folge unter einem Pseudonym mit Techno und Werbejingles, später arbeitete er in der Computerbranche und organisierte Konzerte. Uwe Osterlehner zog zurück in seine Heimat Augsburg, richtete dort ein Tonstudio ein und arbeitete zeitweise als Sessionmusiker.
Aufgrund der großen Nachfrage nach den ersten beiden LPs Riders of Doom und Raging Steel entschloss sich das niederländische Label Displeased Records rund 20 Jahre nach Erstveröffentlichung im Jahr 2008, beide Alben auf CD neu aufzulegen. Als Bonus sind die Demos der Band enthalten.

## Stil
Deathrow spielten den für die zweite Hälfte der 1980er in Deutschland typischen sehr schnellen und geradlinigen Thrash Metal, der von Musikjournalisten auch „Teutonen-Thrash“ genannt wurde. Zwar war das erste Album wegen der schlechten Produktion in der Kritik, allerdings wurde der Band schon damals ein Gefühl für melodische Gitarrenharmonien bescheinigt, das andere zeitgenössische Bands des Genres vermissen ließen. Der Nachfolger Raging Steel hatte eine der besten Produktionen dieser Zeit und das Rock Hard nannte sie in einem Atemzug mit den zu der Zeit schon erfolgreicheren Tankard. Diese Veröffentlichung wird zuweilen auch als Karrierehighlight der Band bezeichnet.
Mit dem Weggang von Gitarrist und Gründungsmitglied Thomas Priebe und dem neuen Gitarristen Uwe Osterlehner wandte sich die Band progressiveren Elementen zu, sodass das dritte Album Deception Ignored mit teilweise überlangen Stücken und komplexen Strukturen aufwartete. Zwar sei die Platte druckvoll produziert, allerdings wirkten die Arrangements teilweise „zu gewollt kompliziert“. Diese Kritikpunkte konnte die Band allerdings mit ihrem letzten Album Life Beyond weitestgehend ausräumen.

## Diskografie
- Riders of Doom (1986, Noise Records)
- Raging Steel (1987, Noise Records)
- Deception Ignored (1989, Noise Records)
- Life Beyond (1992, West Virginia Records)